# Памятник В. Володарскому
Памятник В. Володарскому — скульптурный монумент в Санкт-Петербурге, установленный в 1925 году на левом берегу Невы, недалеко от места убийства революционера В. Володарского. Изготовлен по проекту скульпторов М. Г. Манизера, Л. В. Блезе-Манизер и архитектора В. А. Витмана. Монумент имеет статус памятника монументального искусства федерального значения.

## История
Комиссар по делам печати, пропаганды и агитации Петрограда В. Володарский был застрелен 20 июня 1918 года по пути на митинг на Обуховский завод. В том же году на месте его гибели был установлен памятник в виде колонны с отсечённым верхом (скульптор Л. В. Руднев). Поскольку около памятника не хватало места для митингов, в 1920 году было решено разбить там сквер. Для этого пришлось снести два стоявших неподалёку дома. Устройством сквера занималась артель А. С. Добрякова по проекту инженера Березина.
В 1918 году было решено установить памятник Володарскому в центре Марсова поля, в системе уже возводимого монументального гранитного ограждения. Проект памятника выполнил архитектор Л. В. Руднев, однако от этого замысла отказались. Летом 1919 года на бульваре Профсоюзов был установлен гипсовый памятник, выполненный по модели скульптора М. Ф. Блоха. Однако гипсовый памятник, покрашенный под бронзу, просуществовал недолго и было решено установить памятник Володарскому в долговечном материале — бронзе и граните.
Разработкой проекта занялся скульптор М. Г. Манизер. Про свою работу он говорил «Памятник, говорящий о жизни Володарского и о его деле, которое никогда не умрет, — вот какой памятник мне хотелось поставить». В работе скульптору помогала его жена Л. В. Блезе-Манизер, изготовившая голову Володарского. Архитектором памятника стал В. А. Витман.

Торжественное открытие памятника В. Володарскому 21 июня 1925 года

Приёмка гипсовой модели памятника состоялась 27 мая 1924 года. Для изготовления пьедестала были использованы постаменты двух демонтированных памятников Петру I на Адмиралтейской набережной, выполненных в 1909—1910 годах по моделям скульптора Л. Бернштама: «Петр I спасает погибающих в Лахте» и «Петр I обучается в городе Саардаме в Голландии корабельному делу в 1697 г.». Бронзовая скульптура была отлита на заводе «Красный Выборжец». Открытие памятника состоялось 21 июня 1925 года.
Скульпторы изобразили В. Володарского в момент произнесения вдохновенной речи. Его правая рука поднята вверх.